# Berg im Attergau
Berg im Attergau è un comune austriaco di 1 028 abitanti nel distretto di Vöcklabruck, in Alta Austria. È stato creato nel 1938 dalla fusione dei precedenti comuni di Berg ed Eggenberg.